# Genobavd (4. stoletje)
Genobavd je bil frankovski vojskovodja ali manjši kralj v poznem 4. stoletju, * ni znano, † verjetno 388. 
Leta 388 je Genobavd skupaj z vojskovodjema Markomerjem in Sunom vodil napad na rimsko provinco Germanijo.
Franki z bogatim plenom so pred odhodom  prebili rimski limes in opustošili okolico Kölna. Nekaj Frankov se je umaknilo domov, drugi pa so ostali na rimskem ozemlju in doživeli protinapad rimskih častnikov Nanina in Kvintina. Genobavd  je verjetno padel v bojih pri Premogovnem gozdu (latinsko Silva carbonaria).
Frankovski napad in posledično rimsko protiofenzivo, ki nazadnje ni uspela, je podrobno opisal poznoantični zgodovinar Sulpicij Aleksander v svoji Zgodovini. Sulpicijevo delo, ki je očitno temeljilo na klasičnih virih, je izgubljeno. Ohranjen je le daljši odlomek v delu Gregorja iz Toursa, ki pa vsebuje pomembne podatke.
Sorodstva s frankovskim vojskovodjem Genobavdom, ki je živel dobrih 100 let prej, ni mogoče dokazati, je pa možno.